# قشابب غربية (حديبو)

تعديل مصدري - تعديل

قشابب غربية هي إحدى قرى مديرية حديبو التابعة لمحافظة سقطرى، بلغ تعداد سكانها 89 نسمة حسب تعداد اليمن لعام 2004.